# 馮煒光
馮煒光（英語：Andrew Fung Wai-kwong，1961年6月27日—），祖籍廣東，現為時事評論員，前民主黨成員、前匯點成員，南區區議會海怡西選區前區議員，亦曾擔任香港政府新聞統籌專員。

## 背景
馮煒光在1973年至1979年就讀灣仔聖瑪加利書院，重讀中五之後，於1979年至1981年轉到張祝珊英文中學入讀中七預科課程。1981年至1985年間於香港大學修讀社會科學學士學位。他於1985年至1987年擔任基本法諮詢委員會委員，又是前民主黨成員，曾擔任匯點中常委及財政，亦是前民主黨中常委及司庫。在2007年香港區議會選舉及2011年香港區議會選舉中，馮煒光兩度當選南區區議員，但其後因獲梁振英政府委任為新聞統籌專員接替回到馬會工作之鄧惠鈞，於2013年12月辭去區議員一職，其空缺由陳家珮接任。他曾獲政府委任為市區重建局非執行董事及消費者委員會增選委員。他同時是靈思公共關係有限公司創辦人兼前董事總經理。
馮煒光先後於1984年擔任香港大學學生會會長及1985年擔任香港專上學生聯會會長。
1996年，馮煒光創立靈思公共關係有限公司，任公司董事至2013年9月。
2000年至2001年期間，馮煒光曾出任香港政府中央政策組兼職顧問。
2011年11月，馮煒光曾在民主黨內的會議上表明有意參選2012年香港立法會選舉的區議會（第二）功能界別。
2012年6月，馮應徵在梁振英政府當副局長，被黨友、前民主黨立法會議員李永達指責「賣黨求榮」，要求革除馮的黨籍，馮最後選擇退出民主黨。
2013年12月3日，馮煒光獲委任為新聞統籌專員，於同月16日就任。同時，他於獲委任當日按《區議會條例》 辭去民選區議員席位，辭職於同月15日生效。

## 爭議

### 被黃毓民毆傷事件
事緣馮煒光於Facebook聲稱黃毓民因兒子於內地被捕，使黃毓民不敢碰中共及分裂泛民。2012年1月，當時正在台灣觀摩總統選戰的馮煒光聲稱，於拜訪國民黨總部時，遭在門口遇見的人民力量立法會議員黃毓民衝前兩次揮拳打傷，眼鏡飛脫，右邊面被打腫，馮指黃毓民不滿自己在社交網站提及黃的兒子於內地被捕一事；但黃毓民則指，雙方只是口角推撞，並無向馮揮拳施襲，反而有兩名人民力量成員在事件中被打傷，直指馮誇大造假，更揚言有人蓄意抹黑。馮煒光稍後於 Facebook 發表兩段視頻，指黃毓民在台北國民黨總部涉嫌襲擊，然而視頻未能顯示黃毓民揮拳施襲。另一方面，人民力量亦發放短片，顯示馮煒光在爭執期間無故倒下，有假裝受襲之嫌，惟馮解釋當時只得他一人，感到孤獨無援，連番被追鬧也很氣忿，才坐在地上以示不滿。台灣最後在10月以「公然侮辱罪」起訴黃毓民，間接承認被襲一說乃無中生有。
馮煒光最初否認其Facebook言論是挑釁黃毓民，亦不認為自己失言或與黃毓民有積怨，對於曾談及黃毓民的兒子，他不感到後悔，並指自己因言論自由而被黃毓民打傷。但是，馮煒光於2012年1月18日承認該番言論並無證據，是自己不對，向黃毓民道歉並收回有關言論，但堅稱自己確實在國民黨總部被黃毓民打了兩拳，並於1月19日向立法會投訴黃毓民。

### 民運人士去世表態風波
2012年湖南民運人士李旺陽去世後，傳媒連日來要求梁振英表態，但他多次迴避及拒談，馮煒光對梁振英處境表示諒解，「怎樣講都大鑊」（怎樣說也會有大問題），他認為地方與地方政府之間有「禮儀」要遵守，介入其他地方政府事務或有越權嫌疑，反問若內地地方政府批評港府，港人又是否接受批評。

### 身為民主黨黨員未經同意申請政府公職
民主黨曾經表示該黨黨員不會加入梁振英政府出任官員，然而外界盛傳民主黨中常委馮煒光主動應徵梁振英班子副局長一職，對此馮煒光向傳媒表示「不要亂寫，會很麻煩」。馮煒光被指不惜叛黨而申請做副局長，民主黨高層震怒，直斥他事前未有通知、事後不作交代，將民主黨的利益置諸腦後。另一民主黨核心人物指出，何俊仁在特首選舉後已表明，除非解決普選路線圖問題，否則該黨黨員不會加入問責官員班子，所以馮煒光交表申請做副局長已違反黨內決定，可提交紀律委員會調查；何俊仁也表明，馮煒光若真的做副局長，民主黨會將他革除出黨。對於被指「賣黨求榮」，馮煒光指自己並沒有掌握黨的機密資料，反問可以出賣什麼。他又指，黨員不能加入政府的規定，並沒有經過黨大會辯論，也沒有經過投票，只是幾名領導層的決定。
2012年6月14日，應徵新政府副局長的民主黨中常委馮煒光表示，為免損害黨的形象，決定退出民主黨。馮煒光說，自己一直拒絕回應是否有申請問責官員職位，是他的原則，且香港基本法賦予「香港市民有選擇職業的自由」。不過，他計劃加入政府事實上已是違反民主黨的香港一日未實行普選不加入政府及行政會議的立場。
2012年6月15日，馮煒光於臉書承認申請副局長一職︰「我正式確認在今年5月21日以電郵申請了新一屆政府的副局長。我也是39個人之一。聘請問責官員猶如大學遴選校長一樣，理應全面保密，所以我堅持不確認了一周。今次之後，我可能換條跑道服務香港，或者在四年後卸任，退隱江湖。我無意再加入任何政黨。」
2012年10月17日，支持及反對國民教育的團體於政府總部外分別舉行集會，期間馮煒光為支持國民教育一方站台。
2013年10月，當時盛傳將會出任新聞統籌專員的馮煒光，因以「三個字：不予置評」回答傳媒查詢而被取笑。10月17日，立法會議員郭榮鏗在特首答問大會上，指免費電視發牌是「三個字：黑箱作業」，議員都明白他在諷刺馮煒光，引起哄堂大笑。12月3日，政府宣佈委任馮煒光為新聞統籌專員，而其南區區議會海怡西民選區議員議席由田北辰推薦的新民黨陳家珮奪得。

### 雨傘運動期間散佈假新聞
10月15日凌晨警方涉毆打佔中示威者，在其社交網站臉書轉載「受傷警員」的相片，早前已經被網民嘲笑是香港電視劇集劇照，港視亦在臉書證實該相片是演員胡烱龍在電視劇《Night Shift》穿著警察制服的造型。他的所為更被美國《時代雜誌》形容為「適得其反」，報道標題為「Hong Kong's Top Media Official Shared a Fake Photo of a Beaten Cop」，認為他轉載假相可能為同情警員，但最終適得其反。對於網民將劇照當虐警，胡烱龍其後接受《FACE》的訪問時，指「正常都入咗醫院啦！」

### 與麥潤培就建制陣營派錢給示威者罵戰
2016年12月13日，馮煒光與麥潤培於臉書發生罵戰，內容大致關於雙方陣營互罵對方派錢予示威者，期間一名網民於馮煒光臉書專頁上貼上兩條關於建制陣營派錢給示威者、並被記者揭發的新聞，不足5分鐘後，該網民發現其帳戶已不能再前往馮煒光的臉書專頁。

### 逃犯條例爭議期間批評反修例人士為港獨
2019年9月12日，馮煒光斥一批在國際金融中心商場歌唱《願榮光歸香港》的反修例人士為港獨，並要求他們除口罩。